# CIWL Typ S

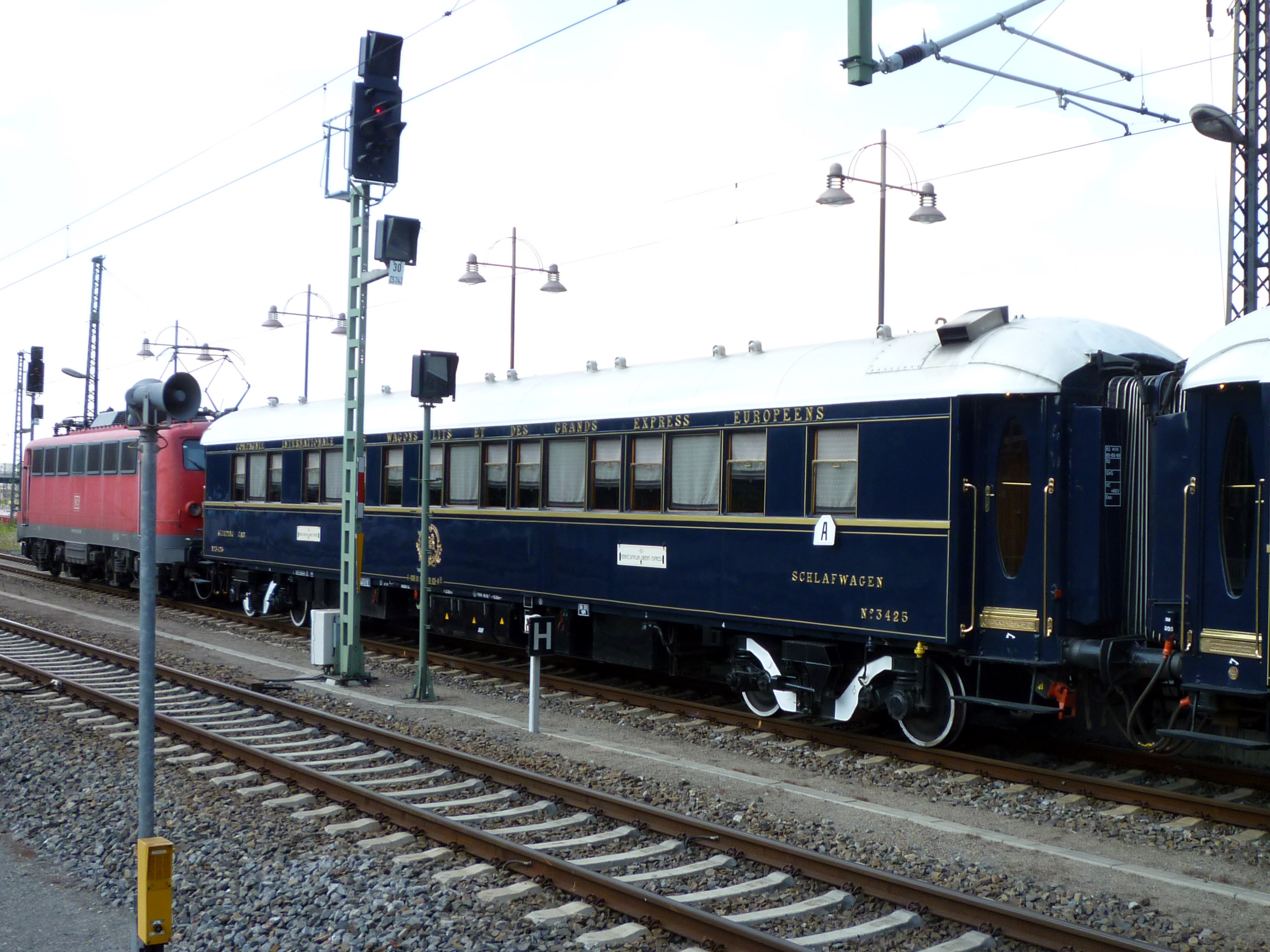
CIWL Typ S_{1} Nr. 3425 im VSOE

Der Typ S war ein ab 1922 gebauter Schlafwagentyp der Compagnie Internationale des Wagons-Lits (CIWL), dessen Untergestell und Aufbauten erstmals vollständig aus Stahl bestanden. In Bezug auf Dimensionen und Aussehen setzten diese Fahrzeuge bei der CIWL Maßstäbe für die folgenden Jahrzehnte.
Sie kamen sowohl in Luxuszügen als auch in regulären Schlafwagenkursen zum Einsatz.

## Geschichte

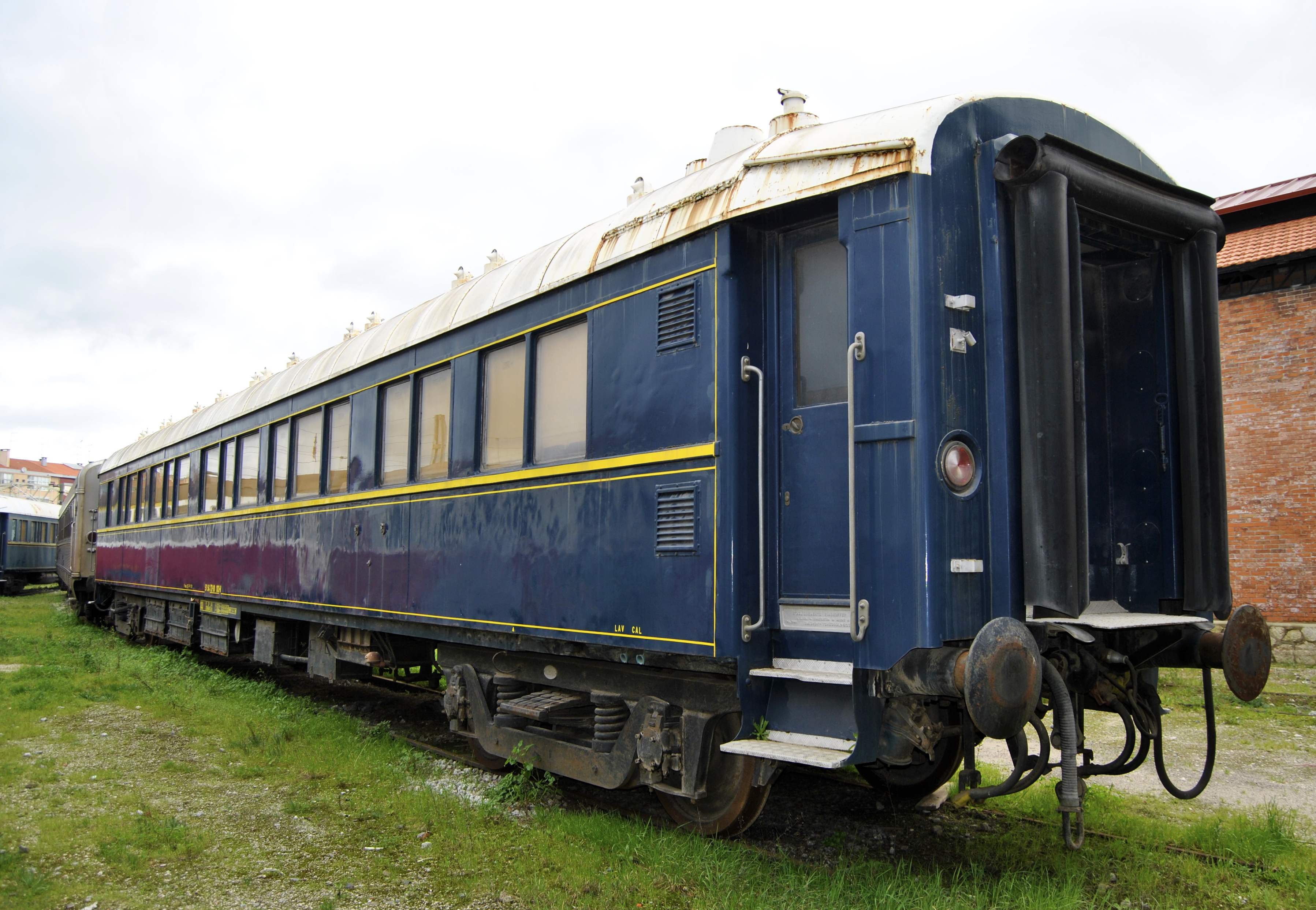
Ex-CIWL S_{3} Nr. 3417

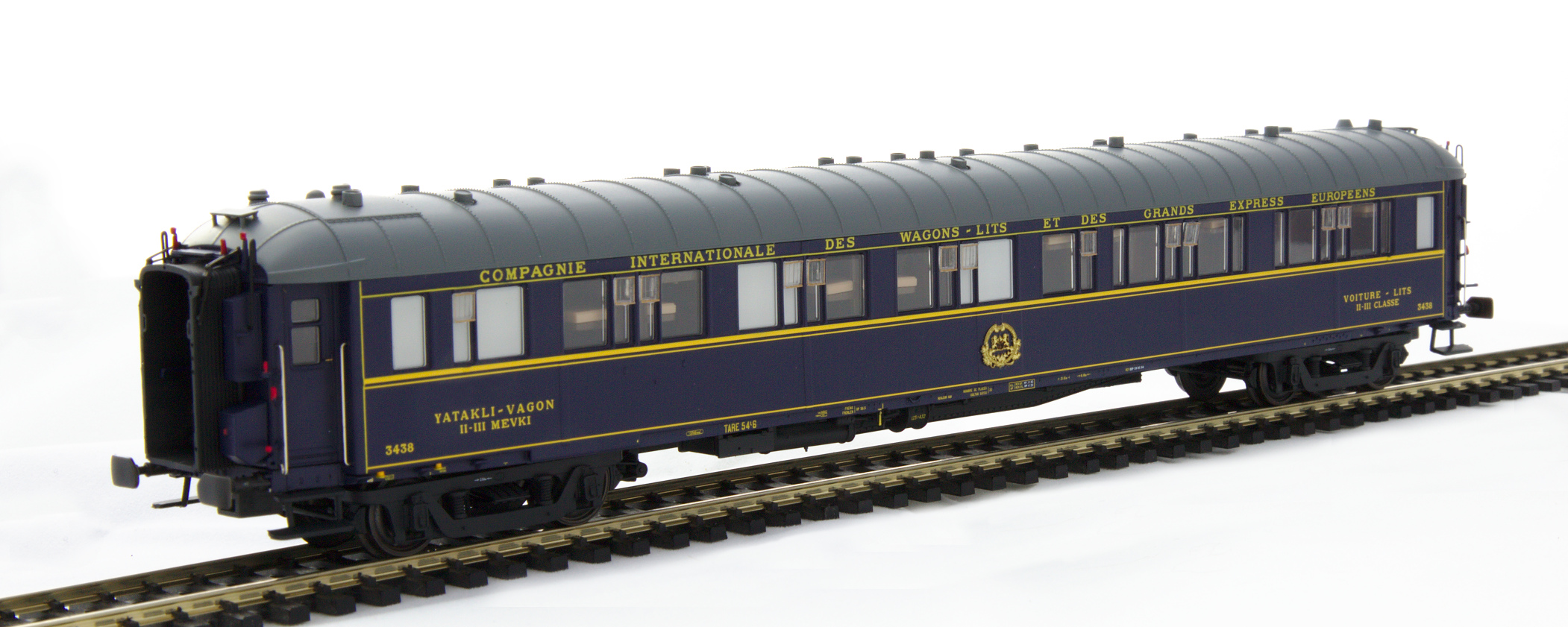
Modell eines Typ S

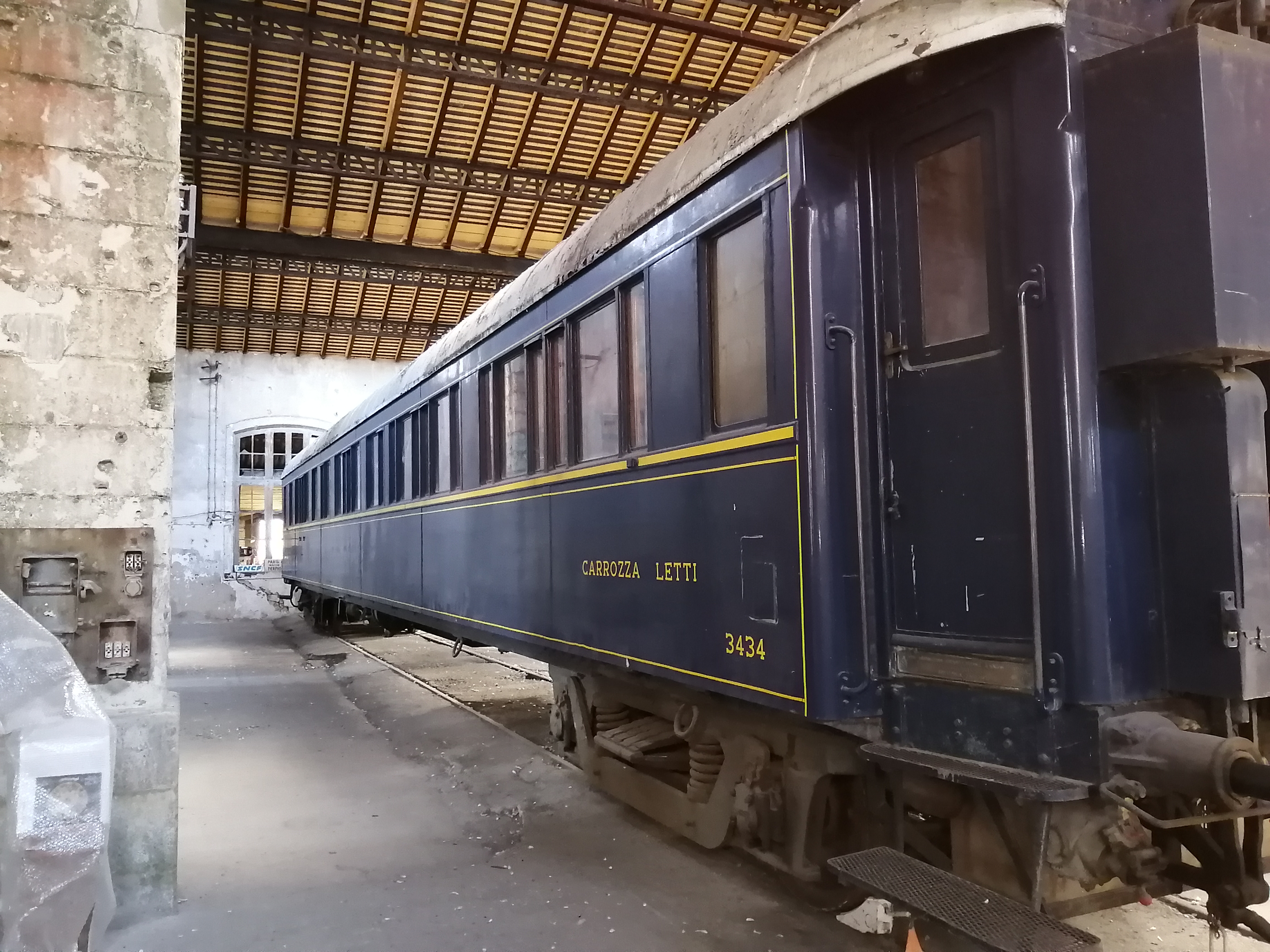
Typ SG Nr. 3434

Die Type S wurde erstmals 1922 gebaut und für den Einsatz im Calais-Mediteranée-Express konzipiert. Vollkommen neuartig für die CIWL war der komplette Bau der Fahrzeuge in Ganzstahlbauweise auf einem standardisierten Fahrgestell sowie die hier erstmals angewendete blaue Lackierung mit gelben Zierlinien und Beschriftung. Diese sollte das Erscheinungsbild der CIWL-Fahrzeuge in den nächsten gut fünf Jahrzehnten prägen. Der Calais-Mediteranée-Express erhielt im Volksmund aufgrund der auffälligen blauen Wagen bald den Beinamen Train Bleu, den die CIWL ihm 1947 auch offiziell gab. Erstmals kamen bei der Type S auch Einbettabteile, sogenannte Singles, zur Anwendung.
Zu Vergleichszwecken ließ die CIWL mehrere Serien mit herkömmlichen Holzaufbauten herstellen, welche zwar die neuen Fahrgestelle, Drehgestelle sowie Tonnendächer, aber dafür die bis dahin übliche Außenverkleidung aus Teakholz besaßen.
Durch die Standardisierung der verwendeten Baugruppen wurden die Fahrzeuge ohne große Abweichung von verschiedenen Waggonfabriken in ganz Europa gebaut, beispielsweise lieferte die Leeds Forge Company die erste Serie von 40 Waggons (späterer Typ S2). Weitere Hersteller waren Breda, Officine Meccaniche, Ringhoffer, Birmingham Railway Carriage and Wagon Company, La Brugeoise et Nivelles sowie die Waggonfabriken Simmering und Graz. Einige Exemplare mit Holzkasten wurden auch von der CIWL-Werkstätte in München-Neuaubing selbst hergestellt.
Die Fahrzeuge kamen nicht nur in den Luxuszügen der CIWL, wie dem Orient-Express, dem Ostende-Wien-Express, dem Simplon-Orient-Express oder dem Train Bleu zum Einsatz, sondern liefen auch in regulären Schlafwagenkursen. Einige Wagen kamen in den Zügen Taurus-Express und Star of Egypt auch in Vorderasien und Nordafrika zum Einsatz, die in Ägypten eingesetzten Fahrzeuge erhielten die dort übliche weiße Farbgebung.

### Untertypen
Bereits nach kurzer Zeit begann die CIWL, die Typen durch geänderte Abteilanordnungen und Fensteraufteilungen zu variieren, so dass (auch durch Umbauten) über die Jahrzehnte etliche Untertypen entstanden:
- S1 mit 16 Betten (8 Singles sowie 4 Zweibett-Abteile)
- S2 mit 16 Betten (8 Singles sowie 4 Zweibett-Abteile) – Ursprungsausführung
- S2U mit 16 Betten (8 Singles sowie 4 Zweibett-Abteile) – Umbau für Spanien und Portugal
- ST mit 24 Betten (12 Zweibett-Abteile)
- ST mit 20 Plätzen (4 Singles sowie 8 Zweibett-Abteile)
- ST modernisé mit 16 oder 24 Plätzen (8 Singles sowie 4 Zweibett-Abteile oder 12 Zweibett-Abteile)
- STU mit 28 Plätzen (8 Zweibett- sowie 4 Dreibett-Abteile)
- SG mit 17 Plätzen (3 Singles sowie 7 Zweibett-Abteile)
- SGT mit 22 Plätzen (5 Zweibett- sowie 4 Dreibett-Abteile)
- S3 mit 16 Plätzen (8 Singles sowie 4 Zweibett-Abteile)
- S3K mit 13 Plätzen und Cafeteria (5 Singles sowie 4 Zweibett-Abteile) – Umbau für Spanien
- S4 mit 16 Plätzen (4 Singles sowie 6 Zweibett-Abteile)
- S4U mit 16 Plätzen (4 Singles sowie 6 Zweibett-Abteile) – Umbau für Spanien und Portugal

### Verbleib
Insgesamt 21 Wagen der S-Typen sind bis heute erhalten geblieben, teilweise befinden sie sich jedoch in schlechtem Zustand.
Zwei Fahrzeuge vom Typ S1 sind heute restauriert im Venice-Simplon-Orient-Express im Einsatz. Wagen Nr. 3309 des VSOE gehörte 1929 zur Zuggarnitur des in der Türkei eingeschneiten Simplon-Orient-Express, dieses Ereignis inspirierte Agatha Christie zu ihrem berühmtesten Roman Mord im Orient-Express.

## Technik

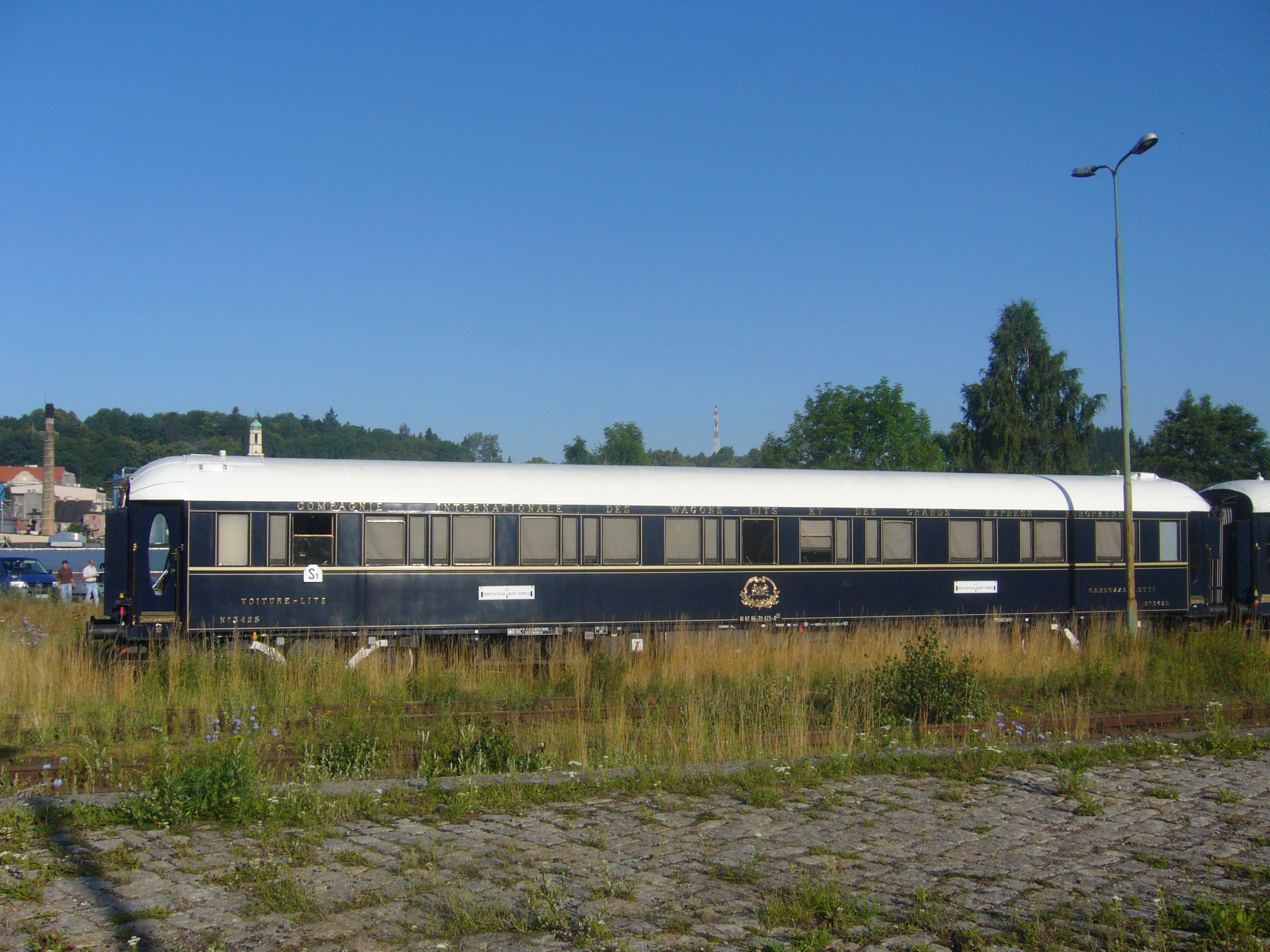
S_{1} Nr. 3425 im VSOE (2007)

Der Wagenkasten bestand erstmals komplett aus Stahlprofilen und -blechen. Ebenso kam erstmalig ein standardisiertes Fahrgestell mit 23.452 mm Länge über Puffer und einem Drehzapfenabstand von 16.000 mm sowie neu konstruierte Schwanenhals-Drehgestelle mit Rollenlager zur Anwendung, welche für eine größere Laufruhe sorgten. Die Fahrzeugbreite betrug einheitlich 2.850 mm, die Höhe über Schienenoberkante wird mit 4.000 mm angegeben.
Auf diesem aus drei Längsträgern mit Querverbindungen und zwei Gussstahlblöcken zur Aufnahme der Zug- und Stoßvorrichtungen bestehenden Rahmen entstanden neben dem Typ S auch die Schlafwagen der Typen Lx, Y und Z sowie die ab 1922 beschafften Ganzstahl-Speisewagen und Pullmanwagen der CIWL.
Im Laufe der Jahre wurden die Drehgestelle modernisiert oder durch neuere Bauarten ersetzt. Ursprünglich waren die Waggons für 130 km/h zugelassen, nach dem Zweiten Weltkrieg konnte die Höchstgeschwindigkeit auf 140 km/h angehoben werden. Die mit luftgeferderten Drehgestellen von Bombardier ausgerüsteten Wagen des VSOE sind für maximal 160 km/h zugelassen.
Die Wagen waren standardmäßig mit einer Dampfheizung und einer davon unabhängigen Kohleheizung ausgestattet, welche durch den Schlafwagenschaffner bedient wurde. Der Heizkessel war an einem Wagenende stehend situiert und über die Plattform zugänglich. Später erhielten viele Fahrzeuge zudem elektrische Heizungen.
Der Schlafwagenschaffner nächtigte auf einer an seinem Sitzplatz am Ende des Wagens befindlichen, aufklappbaren Liege im Gang. An beiden Wagenenden befanden sich Schränke für die zur Versorgung der Fahrgäste notwendigen Utensilien sowie jeweils ein WC.